# Kplang
El kplang (o Prang) és una llengua guang que parlen els kplangs de la regió de Brong-Ahafo al centre de Ghana. Hi ha entre 1.600 (2003) i 2.100 parlants de kplang. El seu codi ISO 639-3 és kph i el seu codi al glottolog és kpla1238.

## Família lingüística
Segons l'ethnologue, el kplang forma part del subgrup de llengües guangs septentrionals, que formen part de la família de les llengües kwa, que són llengües Benué-Congo. Les llengües guangs septentrionals són el foodo, el dompo, el dwang, el foodo, el gikyode, el ginyanga, el gonja, el chumburung, el krache, el nawuri, el nchumbulu, el nkami, el nkonya i el tchumbuli. Segons el glottolog el kplang és una de les sis llengües del subgrup de les llengües guang del riu Oti Septentrional. Les altres llengües d'aquest grup són el dwang, el chumburung, el krache, el nchumbulu i el tchumbuli.

## Situació geogràfica i pobles veïns
El territori a on es parla kplang està situat al sud de la ciutat de Yeji, al districte de Sene a la regió Brong-Ahafo, a la riba meridional del llac Volta.
Segons el mapa lingüístic de Ghana de l'ethnologue, el territori kplang està situat al centre de Ghana. És un petit territori que té la part superior del llac Volta a l'est i nord-oest i el territori dels chumburungs al nord. Segons aquest mapa, al sud i a l'oest no hi ha cap territori de cap grup ètnic definit.

## Dialectes i intel·ligibilitat amb altres llengües
El kplang no té cap dialecte però és intel·ligible amb el chumburung. El 96% del seu lèxic és similar al dialecte yeji d'aquesta llengua i el 79% ho és amb el dialecte del chumburung nuclear.

## Sociolingüística, estatus i ús de la llengua
El kplang és una llengua vigorosa (EGIDS 6a): tot i que no està estandarditzada, és utilitzada per persones de totes les edats i generacions tant en la llar com en societat en tots els dominis i la seva situació és sostenible. No existeix l'escriptura en kplang. Els kplangs també parlen l'àkan.